# Sotiraq Paskali
Sotiraq Paskali (ur. 5 maja 1940 w Gjirokastrze) – albański weterynarz, malarz, rzeźbiarz, kompozytor i pisarz, założyciel cyrku w Gjirokastrze. Został uhonorowany Orderem Naima Frashëriego oraz tytułami honorowego obywatela Gjirokastry i Wielkiego Mistrza.